# 城市超市
上海城市超市有限公司（City Shop）是總部位於中華人民共和國上海市的一家超市連鎖，城市超市內的商品以進口商品為主。城市超市成立於1995年7月。截至2014年，城市超市在上海有13家門店，北京有2家門店。2024年4月16日起，上海城市超市所有门店停止经营，公司決議解散。

## 外部連結
- 官方网站